# Парус (журнал, Шанхай)
Парус — литературно-художественный и политический журнал. Издавался в Шанхае в 1931—1939 годах. В работе журнала принимали участие многие заметные деятели научной, политической и художественной части русской эмиграции в Китае: Иван Серебренников, Марианна Колосова, Ольга Скопиченко, Лидия Хаиндрова, Николай Щёголев, Михаил Щербаков. Редактор и издатель — Дмитрий Иванович Густов (издательство «Эмигрантская библиотека»).

Парус (Шанхай, 1931—1939)
Parus
Шанхай, 1931—1939.
Общественно-политический и литературный журнал.
Подзаголовок: «Орган национальной мысли».
Ред.- изд. Д. И. Густав.
Изд-во «Эмигрантская библиотека».
1931: № 1.
1939: № 24 — последний номер.
Библиография
Полански
Соловьева, № 226

Бардеева, № 730— "Парус" в Каталоге периодики на сайте emigrantica.ru